# 怪盗プリン
怪盗プリン（かいとうぷりん）は蛯沢良介によってデザインされたプリンおじさんシリーズのキャラクターまた、映像作品及びその関連作品の総称。

## 概要
当初は単純なキャラクターとして描かれたものであったが、その後「怪盗プリン」という映像作品として製作者が在籍していた桑沢デザイン研究所の2007年度卒業制作展で発表され、ハードボイルドでありながら洒脱な雰囲気を感じさせる大人向けのデザインと、耳に残る独特のBGMが話題を呼び注目を集めた。その後ウェブサイトも製作され国内外のウェブサイトコンペティションにおいて高く評価されるに至っている。

## 主な登場人物
怪盗プリン
- 正体不明の謎の大怪盗。その癒し系の見た目とは裏腹に、とても機敏な動きで盗みを働く。犯行現場には必ずトレードマークの付け髭がついたプディングを置いて帰る。シルクハットの内部は一種の異次元空間となっているようで、ニセモノの扉やネズミ型リモコンといったいわゆる七つ道具が収納されている。チャームポイントの小さなカイゼル髭は付け髭であり、いくつか代えがあるようである。

スミス夫人
- プリンが暮らす町の大富豪。大きな屋敷に住んでおり、頭ほどもあるダイヤモンドの指輪（時価10億円相当）を所有している。1950年代を思わせる独特のスタイルにすました表情が特徴。

警官
- スミス夫人の屋敷を見張る警官。複数人いることが見て取れる。

## ウェブサイト
怪盗プリンは事実上web発のキャラクターと言っても過言ではないほどに、認知という観点においてその公式ホームページが果たした役割は大きい。キャラクターを動かしてお宝（限定ダウンロードコンテンツ）を取りに行くというゲームタッチの構成や、優れたデザイン性といった面でも評価を受けたサイトではあるが、マウスではなくキーボードのカーソル移動キーによってキャラクターを操作する。

## 受賞歴
- 2007年　TBS デジコン6+3　最終審査ノミネート
- Yahoo! JAPAN - インターネット クリエイティブアワード2007 最終審査ノミネート